# Avangard
Az Avangard (oroszul:  Авангард) orosz hiperszonikus sebességű, manőverező harci rész, amelyet interkontinentális ballisztikus rakétákhoz fejlesztettek ki. Az eszköz hordozására az UR–100N UTTH interkontinentális ballisztikus rakéta szolgál. Eme harci résszel a jövőben a fejlesztés alatt álló RSZ–28 Szarmat interkontinentális ballisztikus rakétát tervezik felszerelni.
Az első Avangard harci résszel felszerelt UR–100N UTTH rakétát 2019 decemberében állították szolgálatba az Orenburgi területen található Dombarovszkij mellett települt 13. rakétahadosztálynál. 